# Плотников Вадим В'ячеславович
Вади́м В'ячесла́вович Пло́тников  (нар. 12 квітня 1968 року, Кіровськ, СРСР) — український футбольний тренер, колишній футболіст. Найкращий гравець Першої ліги України 1998, 1999 та 2000 років за версією тижневика «Український футбол».

## Клубна кар'єра
1991 року грав за «Вагонобудівник»» зі Стаханова. Після розпаду СРСР залишився в «стахановці», за який у чемпіонаті України дебютував 28 березня 1992 року, і відразу ж забив перший м'яч у ворота «Росі» з Білої Церкви. 13 червня 1992 дебютував у алчевській «Сталі», в якій у 5 матчах забив 3 м'ячі. У тому ж році повернувся у «Стахановець», але вже через рік знову грав у алчевській «Сталі», в складі якої забив понад 100 голів, ставши рекордсменом першої ліги разом з Сергієм Чуйченком. 12 липня 2000 року в матчі проти київського «Арсенала» дебютував у вищій лізі. 
2009 року був головним тренером алчевської «Сталі».

## Досягнення

### Командні
- Срібний призер Першої ліги України: 1999/2000
- Бронзовий призер Першої ліги України: 1995/1996

### Особисті
- Рекордсмен Першої ліги України за кількістю забитих голів — 118.
- Засновник Клуба бомбардирів Першої ліги, як футболіст, що першим забив 100 голів в чемпіонаті[2].
- Найкращий футболіст Першої ліги України: 1998, 1999, 2000 рр[3].
- Найкращий бомбардир алчевської «Сталі» в Першій лізі України — 114 голів.

### Досягнення на посаді тренера
- Бронзовий призер Першої ліги України: 2013/2014